# سيارة عتيقة

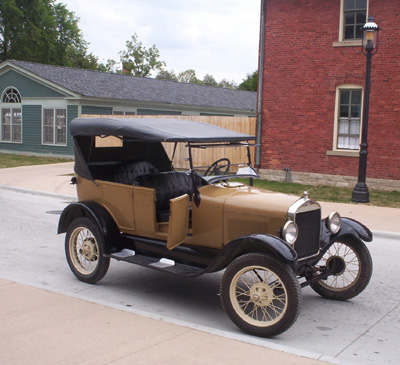
فورد موديل تي.

السيارات العتيقة بالمعنى العام للكلمة، هي السيارات التي تعد أثرية. تختلف تعريفات هذه السيارات على المدى الأضيق أساسا على العمر، يجب أن تعيش السيارة حقبة زمنية معينة للتأهل. في الولايات المتحدة، السيارات العتيقة تعرف تعريفا عاما بسيارة لها أكثر من 25 عاما من العمر، وهذا التعريف هو التعريف الذي يستخدمه نادي السيارات الأثرية الأمريكية. نجد أن للسيارات عصورًا وعهودًا، عصر السيارات المخضرمة عصر سيارة النحاس الأصفر'  وعهد، السيارة العتيقة'  هي جزء من تصنيف  'السيارة العتيقة أنتجت كل السيارات التي أنتجت قبل الحرب العالمية الأولى تعتبر من التحف.

## التاريخ

### أوروبا
في عشية عيد الميلاد في عام 1801، ريتشارد تريفيثيك من إنجلترا تمكن من صنع وتحريك عربة تعمل بالطاقة البخارية، وتسمى ضخ الشيطان Puffing Devil، التي تعد أول عربة للنقل ولكن لا تجرها الخيول. جوزيف كونيو بذلك أصبح لديه ادعاء اكتشاف أول سيارة تعمل بالطاقة البخارية مع  'fardier à vapeur'   في 1770. وكان أول إنتاج هي السيارات التي كتبها كارل بنز في عام 1888 في ألمانيا و، بموجب ترخيص من بنز، في فرنسا من قبل اميل روجر.
الإطار الزمني ليس بالضبط ولكن تقريبيا نجد ان توماس دافنبورت وكذلك روبرت اندرسون (اسكتلندا) التي قامت بصناعة سيارة البطارية الكهربائية 1832 

### الولايات المتحدة الأمريكية
بدأ عصر السيارات في الولايات المتحدة عندما جورج سلدن روشستر، قدم براءة اختراع NY في 8 مايو عام 1879، ولكن لم يُوافق على البراءة حتى 5 نوفمبر 1895. وكانت هذه هي البراءة الاختراعية الأولى للسيارة في الولايات المتحدة. وفي الوقت الذي تمت فيه الموافقة على براءة الاختراع كان العديد من السيارات في الإنتاج. صصم تشارلز دوريا المركبة ذات العجلات الثلاث والتي تعمل بطاقة الجازولين في عام 1893، وصممت شركته 13 سيارة من نفس التصميم وأنتجت من قبل الوود هاينز في عام 1894.

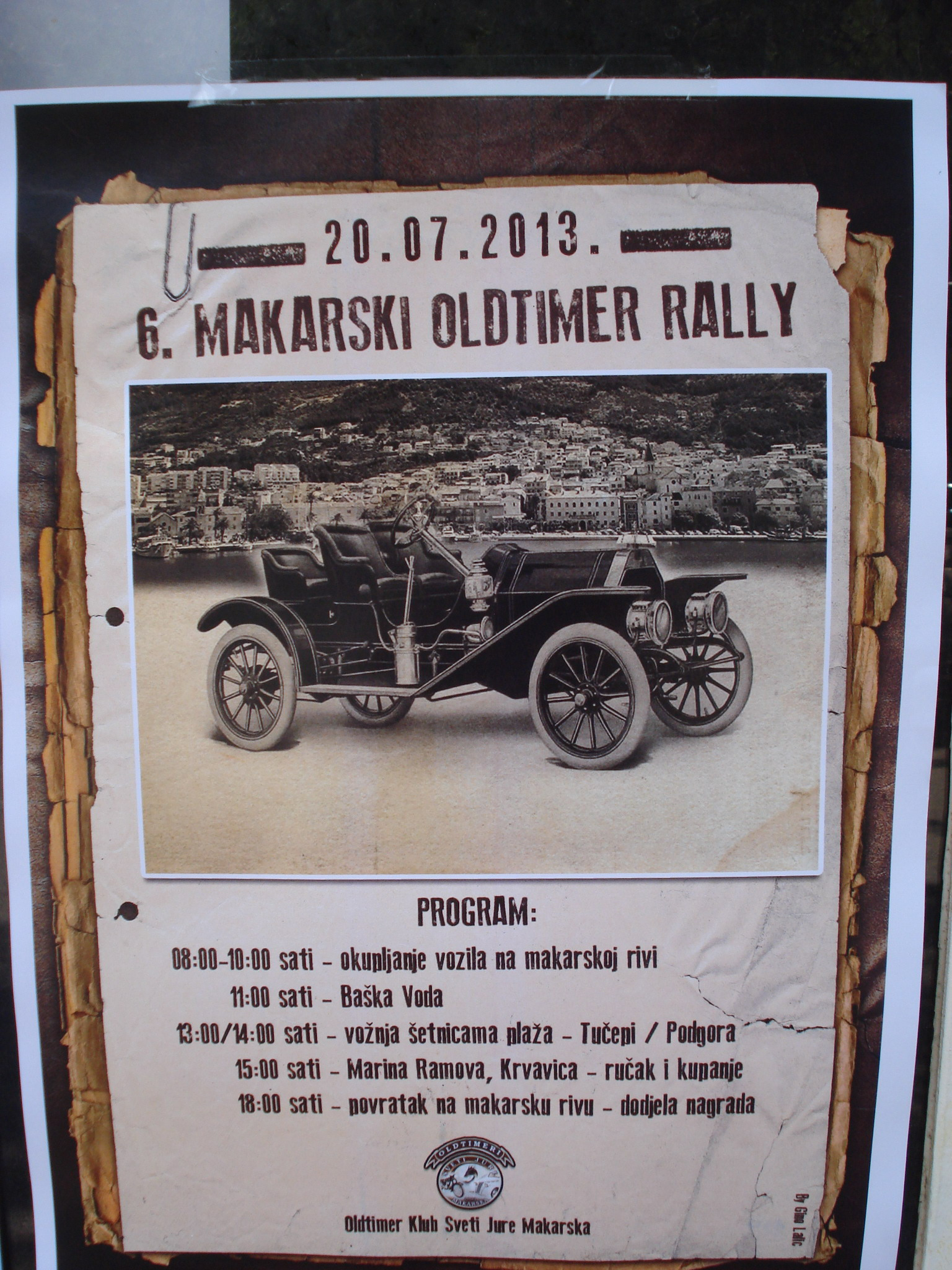
سيارة قديمة على الملصق الإعلاني في سباق ماكارسكا، كرواتيا.